# Мусаев, Теймур Юсиф оглы
Мусаев Теймур Юсиф оглы (азерб. Teymur Yusif oğlu Musayev; род. 16 сентября 1970, Баку) — врач-уролог, кандидат медицинских наук, министр здравоохранения Азербайджана.

## Биография
Теймур Мусаев родился 16 сентября 1970 года. В 1987 году окончил городскую школу №189.
В 1987-1994 годах учился в Азербайджанском медицинском университете, затем в 2003-2004 годах продолжил учёбу в Страсбургском университете, а в 2013-2015 годах – Рижском университете имени Страдыня.

### Карьера
С 2007 по 2015 год был директором клиники им. Н. Туси. Затем в 2015-2018 годах работал директором иного частного госпиталя, в 2016-2019 был медицинским директором отеля в Габале, а в 2019-2020 годах — старшим консультантом медицинского центра.
С 2020 года начальник организационного отдела Министерства здравоохранения Азербайджана.
23 апреля 2021 года президент Азербайджанской Республики подписал распоряжение о назначении Теймура Мусаева первым заместителем министра здравоохранения, а другим распоряжением — исполняющим обязанности министра здравоохранения.
19 января 2022 года назначен министром здравоохранения.